# 심해공포증

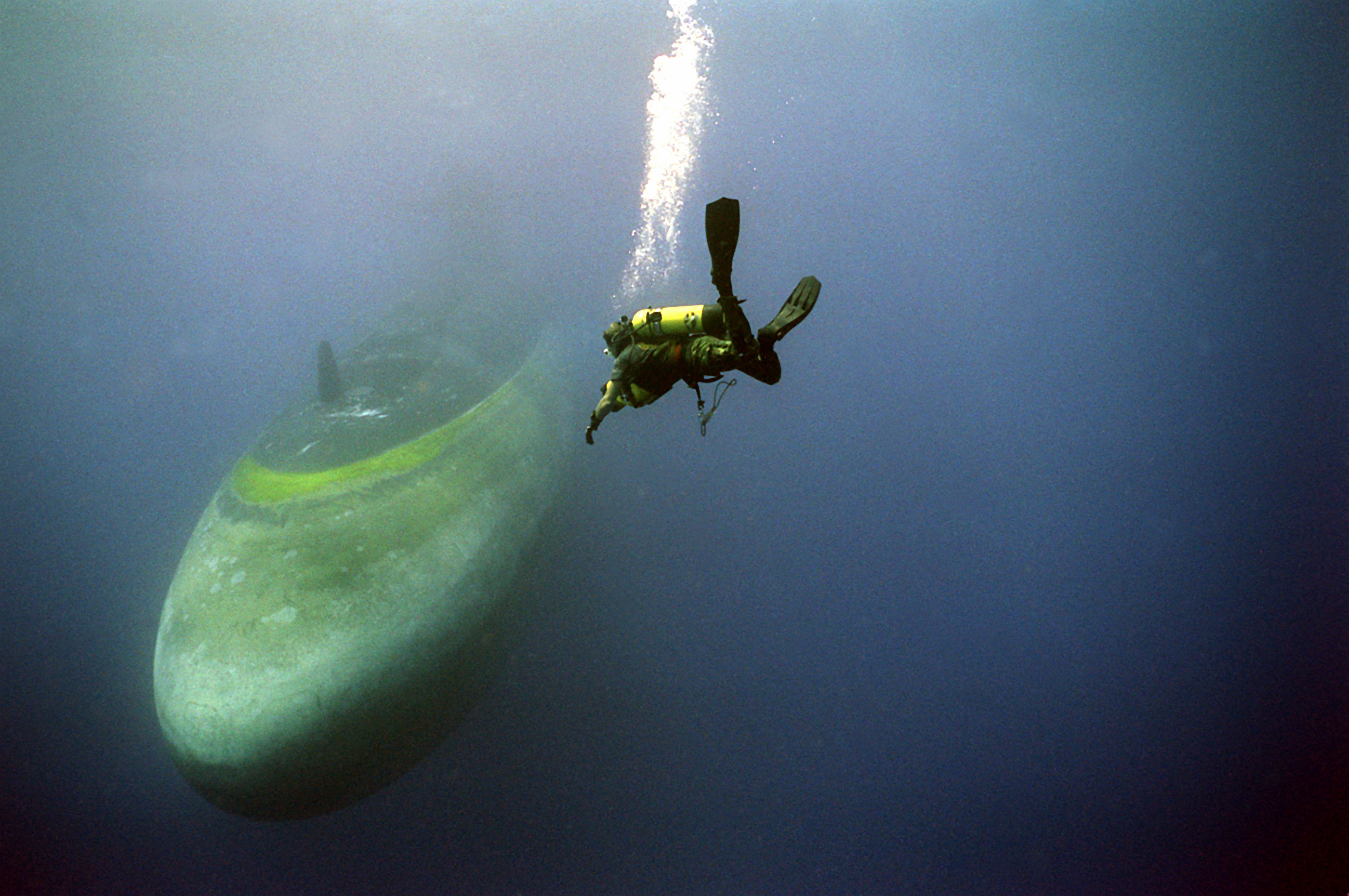

심해 공포증(탈라소포비아, thalassophobia)이란 바다, 대양, 수영장 또는 호수와 같은 깊은 수역에 대한 지속적이고 강렬한 두려움이다. 매우 밀접하게 관련되어 있지만 심해 공포증은 물 자체에 대한 두려움으로 분류되는 물 공포증과 혼동되어서는 안 된다. 심해 공포증에는 깊은 수역에 대한 두려움, 바다의 광대한 공허에 대한 두려움, 파도, 수생 생물에 대한 두려움 및 육지와의 거리에 대한 두려움이 포함될 수 있다.
심해 공포증의 원인은 명확하지 않으며 개인마다 크게 다를 수 있으므로 의료 전문가의 연구 대상이다. 연구자들은 큰 수역에 대한 두려움이 부분적으로는 인간의 진화적 반응이며 공포와 고통을 유발하는 대중 문화의 영향과 관련이 있을 수 있다고 제안했다. 공포증의 기지에 깔린 심리가 물의 상징적 특성에서 비롯된다는 이론도 있다. 특히, 바다의 광대함은 종종 사람의 깊은 무의식과 연결된다.
심해 공포증의 심각성과 이와 관련된 징후 및 증상은 매우 유동적이며 복잡하다. 심해 공포증로 고통받는 사람들은 다양한 유발 요인으로 인한 정서적, 육체적 고통의 수많은 에피소드를 겪는다. 치료는 요법과 항불안제의 조합을 포함할 수 있으며, 심해 공포증이 일반적으로 최고조에 달하는 어린 시절에 환자에게 투여할 때 가장 효과적이다.

## 원인

### 진화적 맥락
화력과 상황적 변수에 따라 위험을 감수하고 적응하는 것보다 확실성을 선호한다. Nicholas Carlton의 1년 연구에 따르면 'Fear of Unknown'은 태초부터 인류의 생존을 주도해 온 진화적 메커니즘이다. 깊은 수역에 대한 두려움을 나타내는 것은 사실상 인류의 조상들이 그들의 생존이 수중 환경이 아닌 영토에 의존한다는 것을 이해했기 때문에 정당화되었다. 이것은 대가로 인류의 생존을 보장하기 위해 대대로 전해지는 근본적인 두려움으로 발전했다.
라이어슨 대학교의 심리학 교수이자 Anti-Anxiety Workbook의 공동 저자인 Martin Antony는 관련된 위험이라고 말한다. 그는 계속해서 두려움의 유전적 측면에 대해 다음과 같이 말한다.

### 신화와 현대 대중문화
유대-기독교 신앙 체계에서 바다는 종종 재앙과 형벌의 공간으로 묘사된다. 이는 노아의 방주와 같은 이야기를 통해 성경의 첫 번째 책(창세기)에서도 나타난다. 셰익스피어의 템페스트와 같은 문헌은 난파선을 그 내러티브의 원동력으로 묘사하고 바다에 "다른 세상" 및 "사악한" 의인화를 부여했다. 심해의 야수: 바다 생물과 대중 문화의 저자 Sean Harrington과 Jon Hackett은 이러한 이야기가 바다에 대한 광범위한 공포의 원동력이라고 믿는다. 고딕과 초자연의 문학은 비옥한 환경인 바다를 향해 끌렸고, 그 결과 관객의 마음에 불쾌하고 한 이미지를 만들어 냈다. 이것은 고대 사회와 현대 사회 모두에 해당되는 것으로 생각된다. 1975년 블록버스터 영화 죠스 (Jaws)는 현대 심해 공포증 운동을 주도한 영향력 있는 영화로 종종 언급된다. 주류 미디어는 대중의 집단 감정에도 영향을 미친다. 백상아리, 전기 뱀장어 또는 기타 위험한 바다 포식자가 바다에서 수영하는 사람들을 공격한다는 뉴스 보도는 시청자에게 공포를 유발하고 큰 영향을 미치는 것으로 생각된다. 마찬가지로, 타이타닉과 같은 배와 승객이 익사하는 실제 사례는 영화 버전을 통해 끔찍하게 사실적으로 만들어졌다. 폭력적인 죽음이나 익사를 매우 두려워하는 사람들은 또한 심해 공포증에 걸릴 가능성이 더 높다. 이러한 문화적 영향(고대와 현대 모두)은 시간이 지남에 따라 깊은 수역에 대한 공포가 널리 퍼진 데 추가된 것으로 생각된다.

### 과거의 경험과 유전
부정적이거나 과거의 심적외상 역시 바다에 대한 깊은 두려움을 유발할 수 있다. 수영하는 동안 겁을 먹거나 거의 익사할 뻔한 외상적 경험도 심해 공포증의 주요 원인이다. 이에 더하여, 깊은 물에 대한 공포를 가지고 있었던 다른 사람들, 특히 부모와 다른 영향력 있는 성인들을 관찰하는 것은 나중에 시상공포증이 발병하는 데 기여하는 요인으로 간주된다. 과학자들은 유전도 바다, 대양, 호수에 대한 두려움을 얻는 데 중요한 역할을 한다고 믿는다. 그러한 유전적 요인에는 심해 공포증이 있는 가족 구성원, 부정적이거나 민감하거나 불안한 개인 정신 상태, 심지어 수상 사고에 대한 무서운 이야기를 듣는 것 등이 포함된다. 개인적인 경험과 자신의 양육 방식은 모두 심해 공포증의 원인이 될 수 있는 모든 요인이다.

### 심해 공포증를 둘러싼 심리학 이론
심해 공포증은 종종 원초적인 공포로 설명된다. 인간이 육지 포유류이고 먹이를 수집하기 위해 시력에 의존한다는 점을 고려할 때 심해는 그 환경에 반대한다는 것이 진화적으로 우리 삶에 코딩되어 있다. Marc Carlin은 공포증을 이렇게 설명한다. 눈을 감고 볼 수 없다면 이제는 평소에 의지하지 않는 감각에 의지해야 한다.” 그는 계속해서 우리가 일반적으로 사용하는 감각을 사용하지 않으면 결핍 상태에 빠지고 어둠과 깊음에 대한 두려움을 유발한다고 설명한다.
스위스의 정신과의사 카를 융은 집단 무의식의 원형을 연구했다. 원형는 사회의 상징과 메시지에 숨겨진 의미이다. 집단 무의식은 모든 사람에게 보편적인 사회의 무의식적 사고이다. 융은 자신의 연구에서 물이 집단 무의식에서 가장 어두운 생각과 욕망을 반영하는 인기 있는 원형이라고 언급한다.
Harrington은 프로이트의 용어로 한 사람의 자아 또는 진정한 정체성이 완전한 현실과 완전히 일치하지 않는다고 주장한다. 사람의 가장 어둡고 억압된 생각과 욕망이 모두 물에 반영되어 공포와 공포의 감정을 일으킨다는 이론이 있다. 해링턴은 같은 방식으로 바다가 어떻게 인식되는지 또는 우리가 발견할 수 있었던 것이 바다가 실제로 보유할 수 있는 미지의 가능성과 완전히 일치하지 않을 수 있으며, 그 결과 바다가 보유할 수 있는 것에 대한 두려움이 생길 수 있다고 가정한다. 바다에 대한 자신의 마음의 반영과 비교는 자신의 마음과 정체성이 낯설다는 신호일 수 있으며, 그 결과 심해 공포증이 생기는 것이다.

## 진단 및 증상
심해 공포증은 개인이 나타내는 특정 신체적, 정서적 특성이 특징이다. 심해 공포증으로 고통받는 사람들이 큰 물(해변, 바다, 호수)에 대해 보여주는 반응은 물이 그들에게 가하는 위험 수준과 일치하지 않는다. 따라서 그들은 두려움을 유발하는 상황이나 환경에서 비정상적인 행동을 보여준다. 심해 공포증과 같은 불안 유발 공포증은 특정 징후와 증상을 통해 나타낸다. 깊은 수역에 대한 적당한 두려움을 가진 개인은 매일 동요와 안절부절 못하게 되는 상황을 경험할 수 있다.
심해 공포증의 일반적인 정서적 증상은 다음과 같다.
- 끊임없는 고민
- 잠들기 어렵거나 잠을 자지 못하는 문제(불면증일 수 있음)
- 공황 및 불안 발작
- 임박한 운명의 감각을 가지고
- 탈출이 필요하다
- 상황에서 분리된 느낌
- 압도당하는 느낌

심해 공포증의 일반적인 신체적 증상은 다음과 같다.
- 호흡 곤란
- 땀을 흘리다
- 바다를 보고 떨거나 떨림
- 깊은 수역 근처에서 울거나 도망
- 메스꺼움
- 현기증
- 빠른 호흡
- 바다를 보고 소리지르거나 고함을 지르는 것

미국정신의학협회에서 개발한 정신 장애 평가 및 진단 매뉴얼인 정신 장애 진단 및 통계 매뉴얼(5판) (DSM-5)에 따르면 깊은 물 공포증 진단을 받으려면 다음과 같은 조건을 만족해야 한다.
- 깊은 물에 대한 개인의 두려움은 지속적이고 과도하며 비합리적이어야 한다.
- 깊은 물이나 열린 물에 노출될 때마다 이 두려움을 느껴야 한다.
- 바다 또는 기타 열린 수역을 피하거나 강렬한 두려움을 견뎌내야 한다.
- 심해에 대한 개인의 두려움은 정상적인 기능을 방해한다.
- 두려움이 6개월 이상 지속되어야 한다.

심해 공포증 또는 모든 공포증의 유병률과 빈도는 대부분 알려져 있지 않다. 연구원들은 심해 공포증의 심각성과 유병률이 다양한 인구 통계에서 끊임없이 변화하고 있으며 많은 사람들이 가벼운 심해 공포증을 앓고 있다는 사실을 인식하지 못할 수 있다고 결론지었다.

### 심해 공포증와 물 공포증의 차이점
심해 공포증은 물 공포증과 다르다. 물 공포증은 물에 대한 일반적인 공포감을 특징으로 하는 반면 심해 공포증은 물의 광대함과 그 깊이가 담을 수 있는 것보다 더 많이 다룬다. 두 공포증이 모두 물을 다루는 동안, 물 공포증은 단일 사건에 의해 유발될 수 있는 반면 심해 공포증은 물 속에 무엇이 있는지에 대한 자신의 잠재의식의 요소에서 끌어온다.

## 치료
심해 공포증으로 고통받는 개인은 종종 치료사와의료 전문가가 사용하는 특정 전략과 절차를 통해 증상을 개선한다. 치료하지 않고 방치할 경우 심해 공포증이 외상 후 스트레스 장애, 불안, 우울증 및 공황 발작과 같은 다른 정신 장애로 이어질 수 있다는 점에 유의하는 것이 매우 중요하다.

### 인지 행동 치료(CBT)
심해 공포증은 인지 행동 치료 (CBT)로 알려진 심리적 도구를 통해 관리할 수 있다. CBT는 환자가 불안한 사고 패턴을 식별하고 긍정적이고 현실적인 행동으로 조작하는 방법을 배우는 데 도움이 되는 일종의 심리 치료이다. 심리학자와 치료사는 CBT를 사용하여 특정 행동과 감정에 부정적인 영향을 주어 보다 적절하고 현실적인 반응으로 대체되도록 한다. 2013년 메타 분석 연구에 따르면 CBT는 공포증 환자의 신경 경로를 변경하고 뇌를 활성화하는 긍정적인 효과가 있어 공포에 노출되었을 때 행동을 더 통제할 수 있다.

### 체계적 둔감화
체계적 둔감화는 특정 공포증으로 고통받는 환자가 점점 더 불안을 유발하는 자극에 노출되고 동시에 이완 기술을 가르치는 치료법이다. 심해 공포증이 있는 대부분의 사람들은 자신이 두려워하는 상황을 적극적으로 피하며, 그 상황은 그 대가로 거짓되고 훨씬 더 무서운 가짜 현실을 만든다. 체계적인 둔감화 기술을 통해 환자는 통제된 감정과 현실적인 견해로 두려움에 직면할 수 있다. 그것은 세 단계를 포함하며, 첫 번째 단계는 근육 이완 기술을 배우고 환자에게 무서운 시나리오 목록을 작성하도록 요청하고 강도 측면에서 순위를 매기는 것이다. 마지막으로, 환자들은 점진적 스펙트럼에서 두려움에 직면하도록 지시받는다. 이 기술의 초점은 환경/사건이 더 이상 불편함을 유발하지 않을 때까지 스트레스 상황을 겪는 동안 이완에 초점을 맞추는 것이다. 전신 둔감화의 기본 이론은 공포와 불안의 감정을 차분한 상태로 대체하는 것을 목표로 하는 고전적 조건화이다. 전신 둔감화를 통해 심해 공포증을 다루기 위해 가르치는 이완 기법에는 횡격막 호흡, 점진적 근육 이완, 명상, 마음챙김 등이 있다.

### 노출 요법
노출 요법은 안전한 방법으로 공포증을 유발하는 상황이나 환경과 밀접하게 접촉하는 개인의 행위이다. 노출 요법의 전반적인 목표는 상황, 대상 또는 환경이 그들이 믿는 것만큼 위험하거나 걱정거리가 아니라는 것을 환자에게 증명하는 것이다. 이 치료법은 또한 환자가 자신을 두렵게 하는 상황에 대처하는 능력에 대해 더 자신감을 가질 수 있도록 한다. 그들이 두려워하는 상황에 직면해야 한다. 심해 공포증의 경우 노출 요법을 사용하여 큰 수역과 관련된 두려움과 불안을 줄인다. 노출 요법에는 여러 가지 변형이 있으며 심리학자는 최적의 결과를 얻기 위해 다양한 기술을 사용할 수 있다. 이러한 변형에는 다음이 포함된다.
- 생체 내 노출: 환자가 실제 생활에서 두려운 물체, 상황 또는 활동에 직접 대면하도록 지시하는 기술이다. 심해 공포증로 고통받는 사람들은 종종 해변, 호수 또는 연못의 물에 들어가라는 지시를 받다. 생체 내 노출의 단점은 참가자가 다른 치료 옵션에 비해 높은 탈락률과 낮은 치료 수용도를 갖는다는 것이다.
- 감수성 노출: 무해하지만 두려운 육체적 감각을 의도적으로 유도하는 것. 예를 들어, 심해 공포증이 있는 사람들은 종종 바다, 바다, 호수 또는 물 속에 있는 사람들의 비디오 영상을 보여준다. 이것은 치료사에 의해 변경되거나 조작될 수 있는 반응을 유도한다.[3]
- 가상 현실 노출: 특정 상황에서 생체 내 노출이 실용적이지 않을 때 가상 현실 기술을 사용할 수 있다. 여기에는 개인이 해변, 바다 또는 호수 근처에 거주하지 않는 경우가 포함될 수 있다. 그것은 또한 어떤 다른 요인이 환자가 그러한 환경에 들어가는 것을 방해하는 경우를 포함할 수 있다(건강, 개인적 또는 종교적 요인 포함).
- 상상적 노출: 두려운 상황, 대상 또는 환경을 생생하게 상상하는 것이다. 이 기술은 과거 외상 경험이 있거나 심해 공포증 진단으로 이어지는 사건을 목격한 사람들에게 일반적으로 사용된다. 그것은 개인이 특정 유발 요인과 관련하여 두려움을 줄일 수 있도록 한다.[13]

### 약물
대부분의 환자는 치료를 통해 심해 공포증의 모든 증상을 개선하거나 완전히 제거한다. 그러나 일부는 증상을 정확하게 치료하기 위해 요법과 약물의 조합이 필요할 수 있다. 약물은 심해 공포증과 같은 공포증을 치료할 수 없지만 불안과 공포의 증상을 줄이는데 도움이 될 수 있다. 선택적 세로토닌 재흡수 억제제 (일반적으로 SSRI로 알려짐)는 자격을 갖춘 의사가 처방할 수 있는 일종의 항우울제이다. 심해 공포증 치료에 사용되는 다른 일반적인 약물에는 베타 차단제(불안할 때 발생하는 아드레날린의 흐름을 차단하여 도움)와 벤조디아제핀(빠르게 작용하는 항불안제)이 있다. 벤조디아제핀은 진정 효과가 있고 중독성이 있으므로 다른 치료 또는 의약 옵션이 효과가 없는 경우에만 처방되어야 한다.

## 같이 보기
- 공포증
- 바다
- 심해
- 물 공포증